# Gourdièges
Gourdièges település Franciaországban, Cantal megyében. Lakosainak száma 68 fő (2022. január 1.). Gourdièges Cézens, Pierrefort, Sainte-Marie és Neuvéglise-sur-Truyère községekkel határos.

## Népesség
A település népességének változása:
| Lakosok száma | 105  | 79   | 61   | 63   | 56   | 55   | 60   | 61   | 63   | 68   |
|               | 1968 | 1982 | 1990 | 2006 | 2013 | 2015 | 2017 | 2019 | 2020 | 2022 |